# هبتان-2-ول
هبتان-2-ول هو مركب كيميائي وهو عبارة عن تصاوغ من هبتان-1-ول. هو كحول ثانوي مع الهيدروكسيل، وهو ذو سبعة ذرات كربون، صيغته الجزيئية هي C7H16O.